# Cyllopoda
Cyllopoda là một chi bướm đêm thuộc họ Geometridae.

## Các loài
- Cyllopoda claudicula (Dalman, 1823)
- Cyllopoda osiris (Cramer, [1777])
- Cyllopoda postica (Walker, 1854)